# Lad isbjørnene danse
Lad isbjørnene danse er en dansk dramafilm fra 1990. Filmen er instrueret af Birger Larsen, der også har skrevet manuskript sammen med Jonas Cornell. Manuskriptet er baseret på Ulf Starks roman af samme navn.
Lad isbjørnene danse vandt i 1991 både Bodil- og Robertprisen for bedste film.

## Medvirkende
- Anders Schoubye
- Tommy Kenter
- Birthe Neumann
- Paul Hüttel
- Laura Drasbæk
- Stig Hoffmeyer
- Henrik Larsen
- Gerda Gilboe
- Susanne Heinrich
- Michael Moritzen
- Vibeke Hastrup
- Jarl Forsman
- Rita Angela
- Sven-Göran Wallin